# Латвия на зимних Олимпийских играх 1928
Латвия принимала участие в Зимних Олимпийских играх 1928 года в Санкт-Морице (Швейцария), но не завоевала ни одной медали. Страну представлял конькобежец Альбертс Румба.

## Результаты соревнований

### Конькобежный спорт
| Дистанция   | Спортсмен      | Результат | Место |
| ----------- | -------------- | --------- | ----- |
| 500 метров  | Альбертс Румба | 46,3      | 16    |
| 1500 метров | Альбертс Румба | 2:28,9    | 14    |
| 5000 метров | Альбертс Румба | 9:19,7    | 15    |